# Franconienne
Malacosoma franconicum
Espèce
La Franconienne (Malacosoma franconicum) est une espèce d'insectes lépidoptères (papillons) appartenant à la famille des Lasiocampidae et au genre Malacosoma. C'est l’espèce type pour le genre.

## Description
- Envergure du mâle : de 11 à 13 mm.

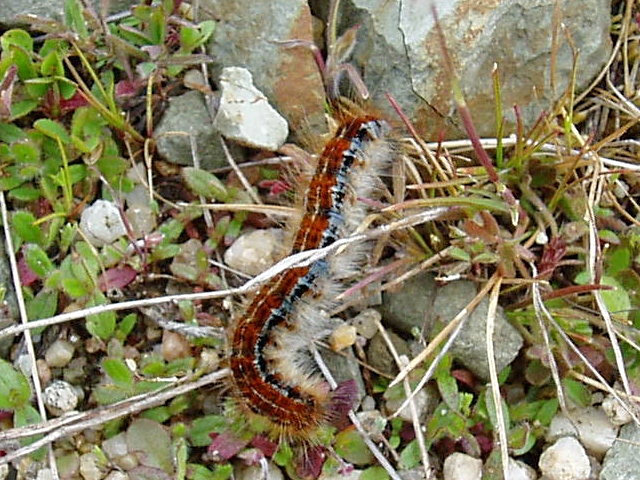
Chenille
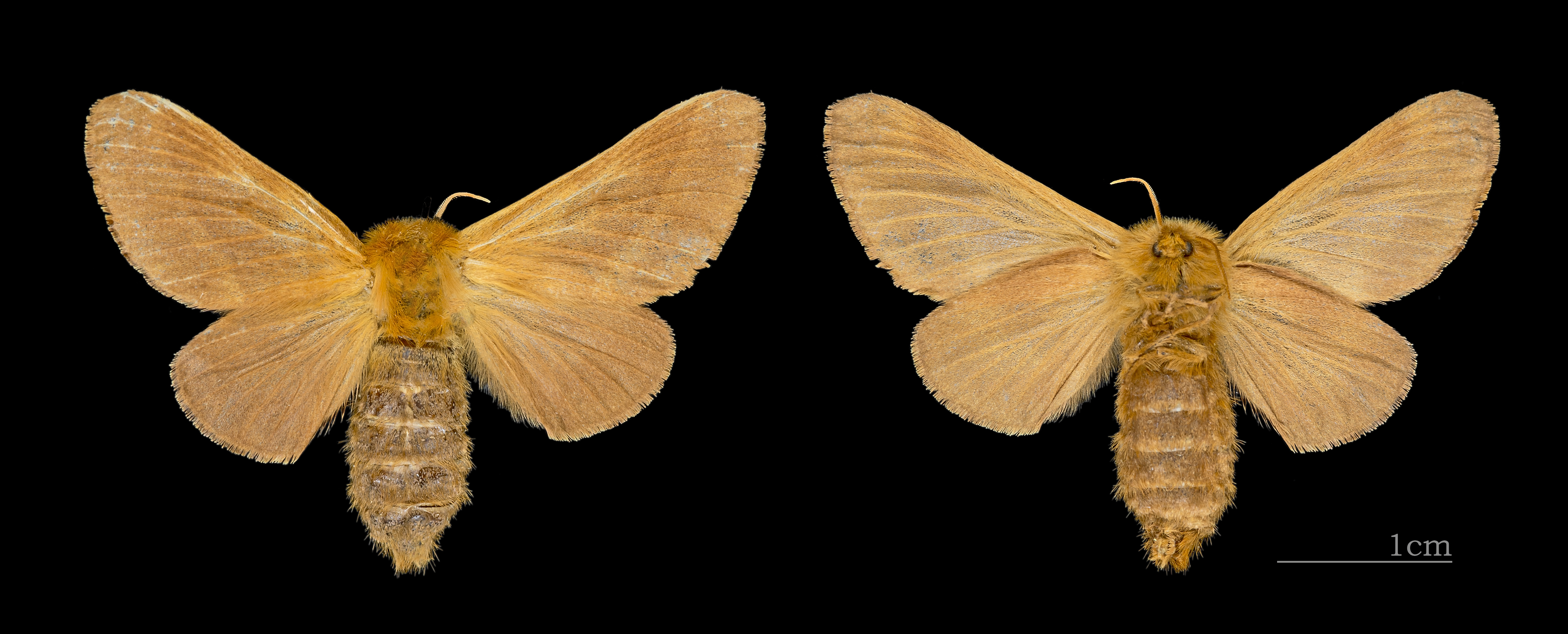
La femelle : les deux faces MHNT

## Comportement
- Période de vol : de juillet à août.

### Alimentation
- Plantes-hôtes : diverses plantes basses dont Artemisia, Achillea, Plantago, etc.

## Réparation et habitat
Habitatfriches et landes.
Répartitionde l’ouest de l’Europe continentale à l’Arménie.

## Systématique
- L'espèce Malacosoma franconicum a été décrite par les entomologistes allemands Johann Nepomuk Cosmas Michael Denis et Ignaz Schiffermüller en 1775, sous le nom initial de Bombyx franconica[1].
- La localité type est Francfort.

### Synonymie
- Bombyx franconica Denis & Schiffermüller, 1775
- Malacosoma franconica
- Malacosoma dorycnii (Millière, 1864)
- Malacosoma panormitana Turati, 1909
- Malacosoma calabricum Stauder, 1921
- Malacosoma joannisi Viette, 1965